# Brachymeria ancilla
Brachymeria ancilla är en stekelart som beskrevs av Masi 1951. Brachymeria ancilla ingår i släktet Brachymeria och familjen bredlårsteklar.
Artens utbredningsområde är Egypten. Inga underarter finns listade.